# Biblischer Rundwanderweg Waldachtal
Der Biblische Rundwanderweg Waldachtal ist ein spirituelles und touristisches Angebot in der Gemeinde Waldachtal im Schwarzwald. Er wird seit dem Jahr 2000 von einem Verein getragen, besteht aber schon länger. Der Weg beginnt am Schellenberghof in Waldachtal-Tumlingen, ist 900 m lang und behindertengerecht.
Der Rundwanderweg zeigt wie ein Bibelgarten viele Pflanzen des Mittelmeerraums, aber darüber hinaus wird auch Realienkunde der biblischen Welt vermittelt, z. B. die Funktionsweise eines Dreschschlittens oder eines Lehmbackofens (tannur). Ein Höhepunkt des Weges ist das 2006 fertiggestellte „Geburtshaus Jesu“, ein originalgetreues antikes Lehmhaus, in dem Menschen und Vieh unter einem Dach lebten.